# Сурауа
Сурауа (нем. Suraua) — бывшая коммуна в Швейцарии, в кантоне Граубюнден.
1 января 2013 года вместе с коммунами Кумбель, Деген, Лумбрайн, Мориссен, Виньонь, Велла и Врин вошла в состав новой коммуны Лумнеция.
Входит в состав региона Сурсельва (до 2015 года входила в округ Сурсельва).
Население составляет 275 человек (на 31 декабря 2006 года). Официальный код — 3599.

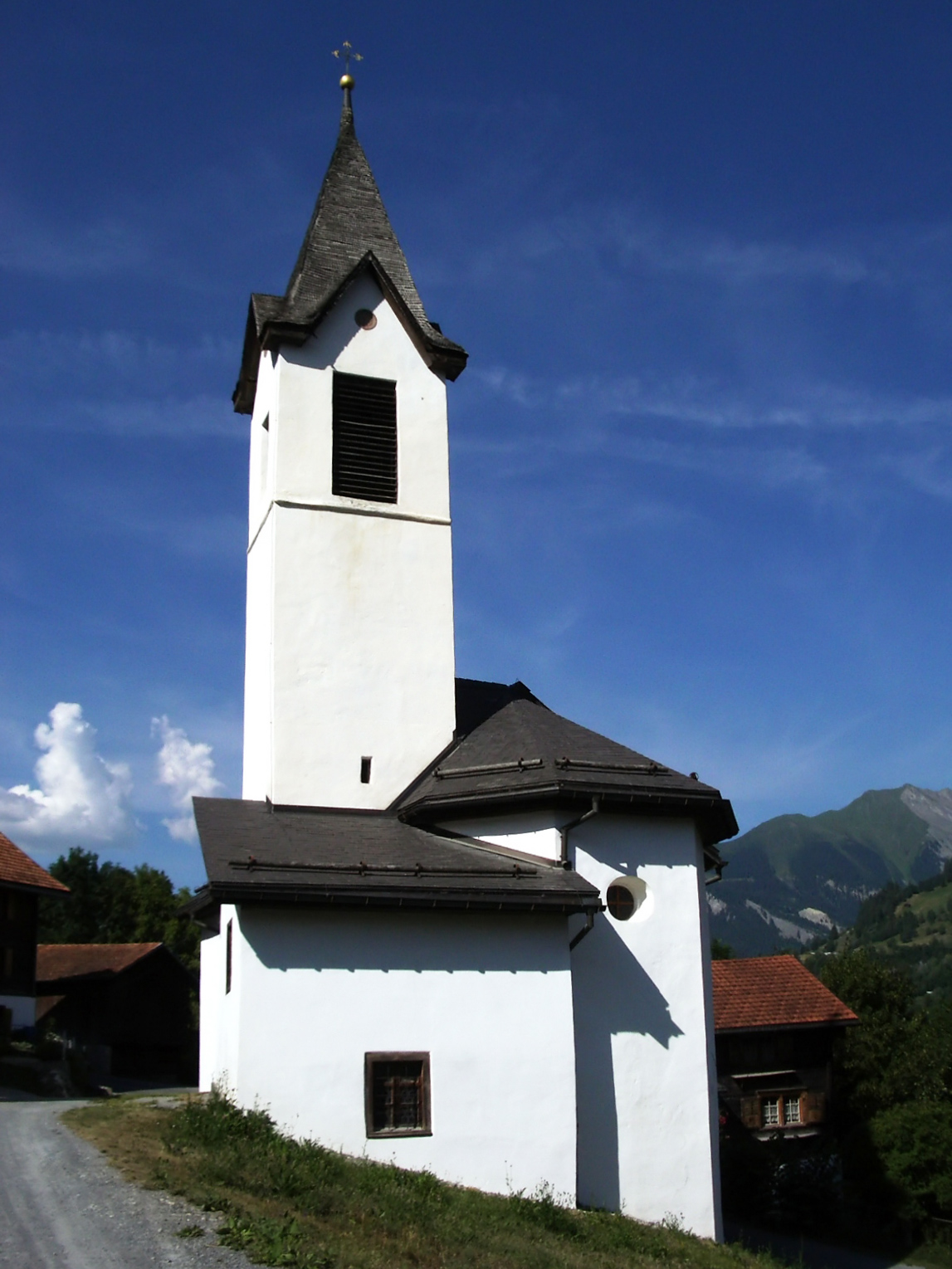
Церковь

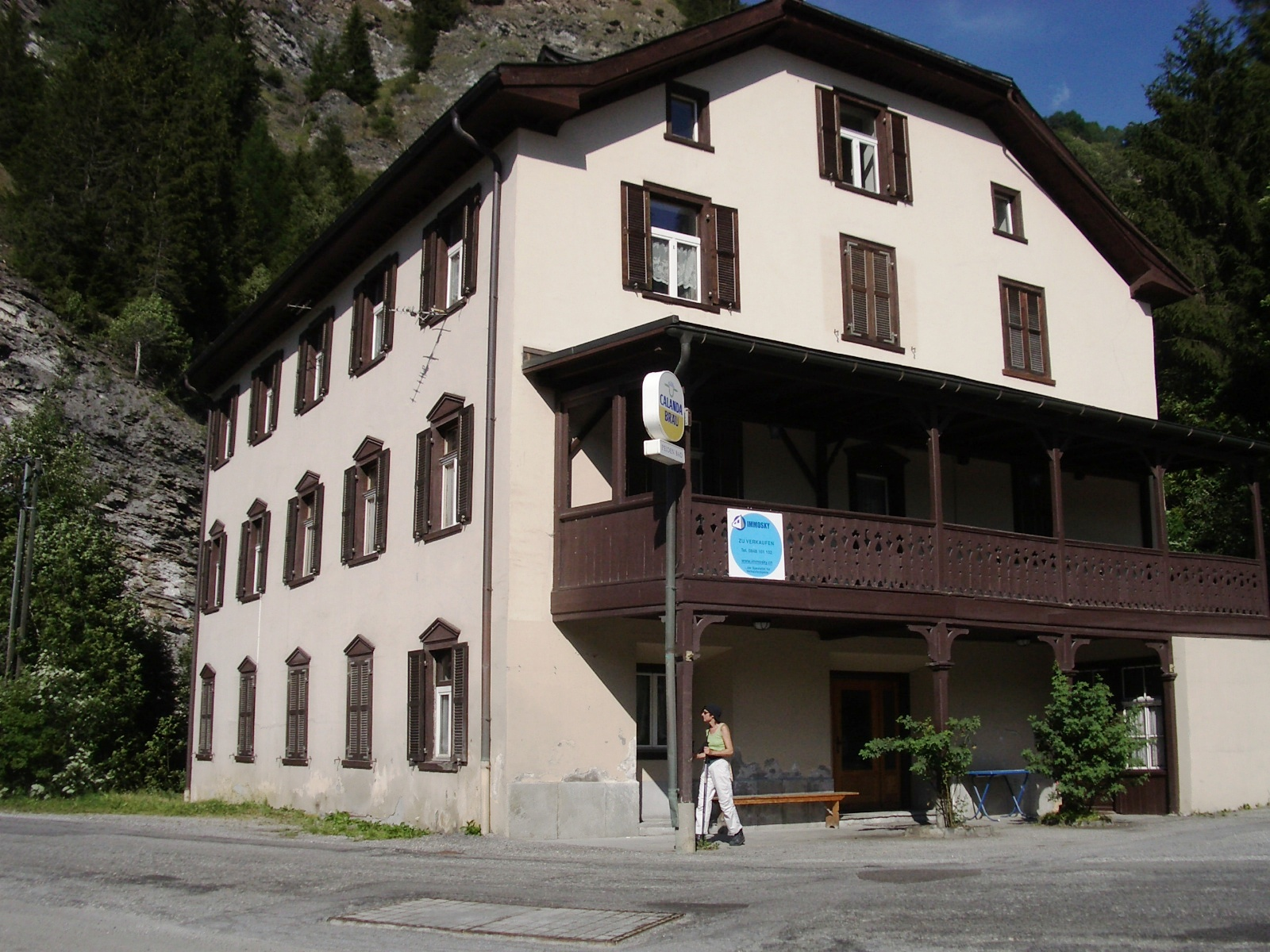
Сурауа